# 鯨 (曲)
鯨（くじら）は、2004年3月3日に発売されたBuzyのデビューシングル。

## 概要
- 初回プレス分のみピクチャーレーベル仕様。

## 収録曲
全作曲・編曲：本間昭光
1. 鯨
作詞：新藤晴一
TBSテレビ系COUNT DOWN TV3月度オープニングテーマ。
2. コスモスの咲く頃に
作詞：渡辺なつみ
3. Venus Say…
作詞：新藤晴一
曲は「鯨」と同一で歌詞のみ異なる。ただし後述のように主題歌として作られたので曲の長さは半分ほど。
NHKアニメ『ふたつのスピカ』のオープニングテーマ.

## 品番
TECI-58

## 価格
- 1,050(税込)